# ブラ (イタリア)
ブラ（イタリア語: Bra）は、イタリア共和国ピエモンテ州クーネオ県にある都市で、その周辺地域を含む人口約3万人の基礎自治体（コムーネ）。
スローフード運動発祥の地であり、イタリア・スローフード協会およびスローフード・インターナショナルの本部、食科学大学が置かれている。

## 地理

### 位置・広がり
クーネオ県の北東部に位置するコムーネである。ブラの市街は、アルバから西へ約14km、県都クーネオから北東へ約42km、州都トリノから南南東へ約44kmの距離にある。

#### 隣接コムーネ
隣接するコムーネは以下の通り。
- サンフレ - 北
- ポカパーリア - 北東
- サンタ・ヴィットーリア・ダルバ - 東
- ヴェルドゥーノ - 南東
- ラ・モッラ - 南東
- ケラスコ - 南
- カヴァッレルマッジョーレ - 西

| ピエモンテ州における位置 | クーネオ県概略図 |

### 地勢
市域はタナロ川左岸（北岸）にあたり、河岸段丘が発展している。全体的に平坦な地形ではあるが、市街と東南部（タナロ河畔）の間に段丘崖があり、市街の標高が290mであるのに対し、河畔にあるポレンツォの標高は198mである。
ブラ市街北方には丘陵が広がっている。

### 主要な集落
ブラの市街（人口約2万4000人）は、コムーネのほぼ中央部に位置する。
最大の分離集落は、コムーネ北部のサンフレとの境界付近にあるバンディト（人口約1600人、市街の東南東約4.3km）。
コムーネ東部のサンタ・ヴィットーリア・ダルバとの境界付近にポレンツォ（約750人、東南東約3.7km）やボルゴ・ヌオヴォ（約150人）の集落がある。
コムーネ西部にはリーヴァ（約120人、西3.4km）、カーゼ・デル・ボスコ（約100人、西北西約6.5km）などの集落がある。
- ブラの市役所（ムニチピオ）
- ポッレンツォの塔と教会

## 歴史

### 先史・古代
ブラの地域に人々が暮らすようになった時期は古く、新石器時代には人々が活動していたことが確認できる。
紀元前2世紀の終わり、ローマ人はタナロ川の河畔にポルレンティア（Pollentia, 現在のポレンツォ）の町を建設した。ポレンティアは、リグリア地方とピエモンテの平原とを結ぶ、商業・軍事の中心地として栄えた。
402年4月6日、アラリック1世が率いる西ゴート族は、ポルレンティアでスティリコが率いる西ローマ帝国軍に敗れた（ポルレンティアの戦い）。郷土史家の Edoardo Mosca によれば、ブラ周辺のいくつかの地名（Gottaなど）はゴート人の呼称に由来しており、アラリックの敗走後、本隊から切り離されてこの地に取り残されたゴート族の兵士たちがいたことを示すという。この戦いの頃よりポルレンティアの衰退が始まり、住民たちはより安全な台地上（現在のブラの市街）へと移り住んだ。

### 近代・現代

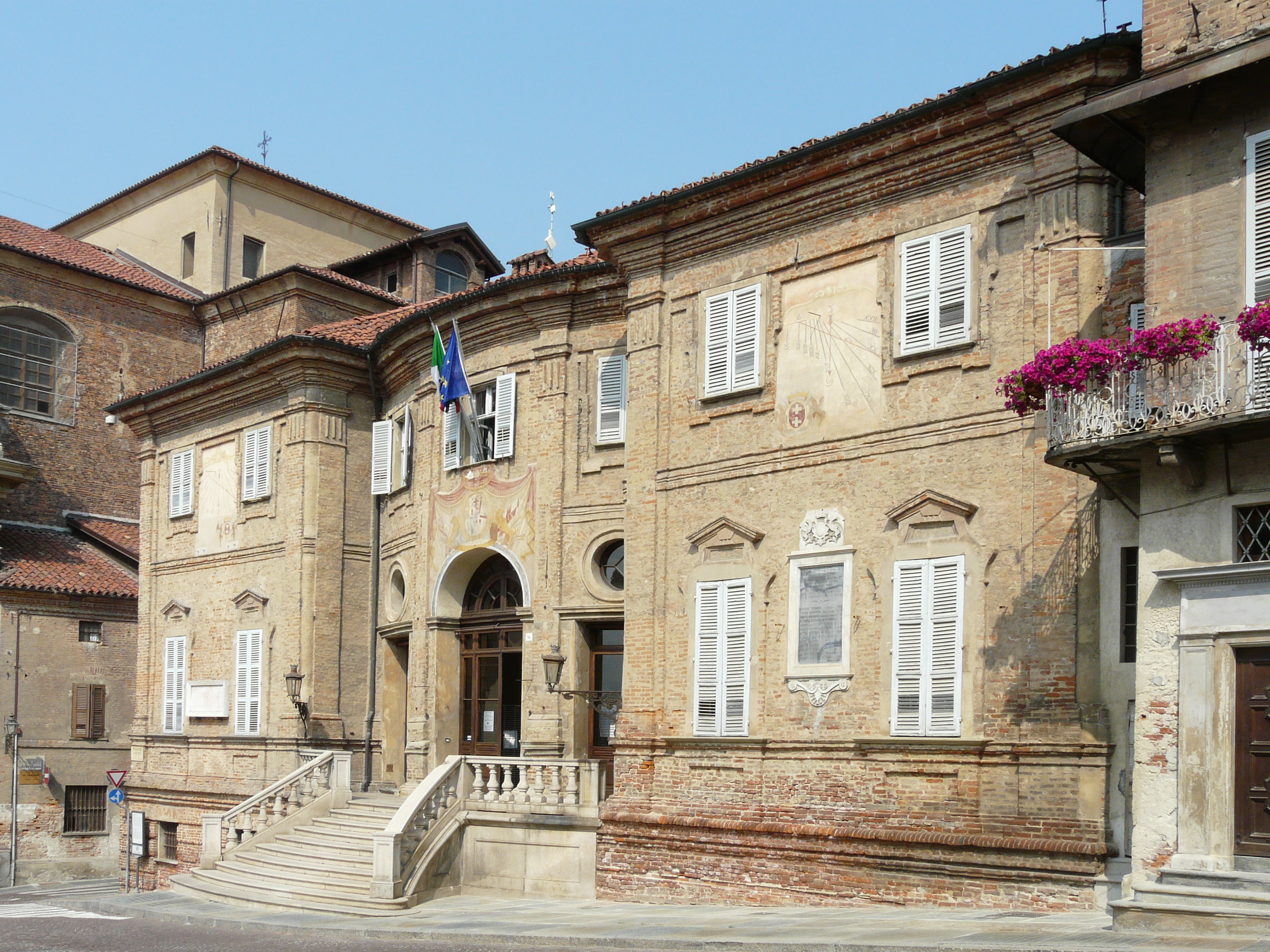
市役所

1760年、サルデーニャ王国のカルロ・エマヌエーレ3世によって、ブラは都市（città）の格が認められた。18世紀、ブラの街は拡大し、建築面でも面目を一新した。ブラの都市景観に大きな役割を果たした建築家が、ベルナルド・ヴィットーネ (it:Bernardo Antonio Vittone) である。ブラには、ヴィットーネが手掛けた後期バロック建築の2つの作品、 市役所（Palazzo Municipale）とサンタ・キアラ教会がある。
19世紀にブラの街はすぐれた人物を輩出しており、現在は市内にかれらの銅像が立っている。「神の摂理の小さな家」を設立したジュゼッペ・ベネデット・コットレンゴ、科学者・古典学者の G.B. Gandino、考古学者の Edoardo Brizio、自然科学者の Ettore Craveri と Federico Craveri などである。
1986年、ブラ出身のカルロ・ペトリーニによって、スローフード運動がはじめられた。

## 文化・観光
「スローシティ」加盟都市である。

## 交通

### 道路
ブラの市街を東西にSS231、南北にSS661が貫いている。このほか州道のSP7、SP48がコムーネを走っている。
高速道路A6はコムーネの西端を通過するのみであるが、南隣のケラスコにインターチェンジがあり、SS231によって結ばれている。
高速道路
- A6

国道
- SS231  (it:Strada statale 231 di Santa Vittoria)
- SS661  (it:Strada statale 661 delle Langhe)

### 鉄道
東西にアレッサンドリア＝カヴァッレルマッジョーレ線があり、ブラ駅で北にカルマニョーラに向かう路線が分かれている。カルマニョーラ＝ブラ線はかつて南のチェーヴァまで伸びていたが、1994年のタナロ川の洪水 (it:Alluvione del Tanaro del 1994) 以後、この区間の運行を停止している。
- アレッサンドリア＝カヴァッレルマッジョーレ線  (it:Ferrovia Alessandria-Cavallermaggiore) 
  - 〔アレッサンドリア方面〕 - ブラ駅  (it:Stazione di Bra)  - 〔カヴァッレルマッジョーレ方面〕
- カルマニョーラ＝ブラ線 (it:Ferrovia Carmagnola-Bra-Ceva) 
  - 〔カルマニョーラ方面〕 - バンディト駅 - ブラ駅

## 姉妹都市
- Spreitenbach、スイス 1990年
- Weil der Stadt、ドイツ 2001年
- Corral de Bustos、アルゼンチン 2007年
- サン・ソスティ、イタリア 2007年
- グアルド・タディーノ、イタリア 2011年

## 人物

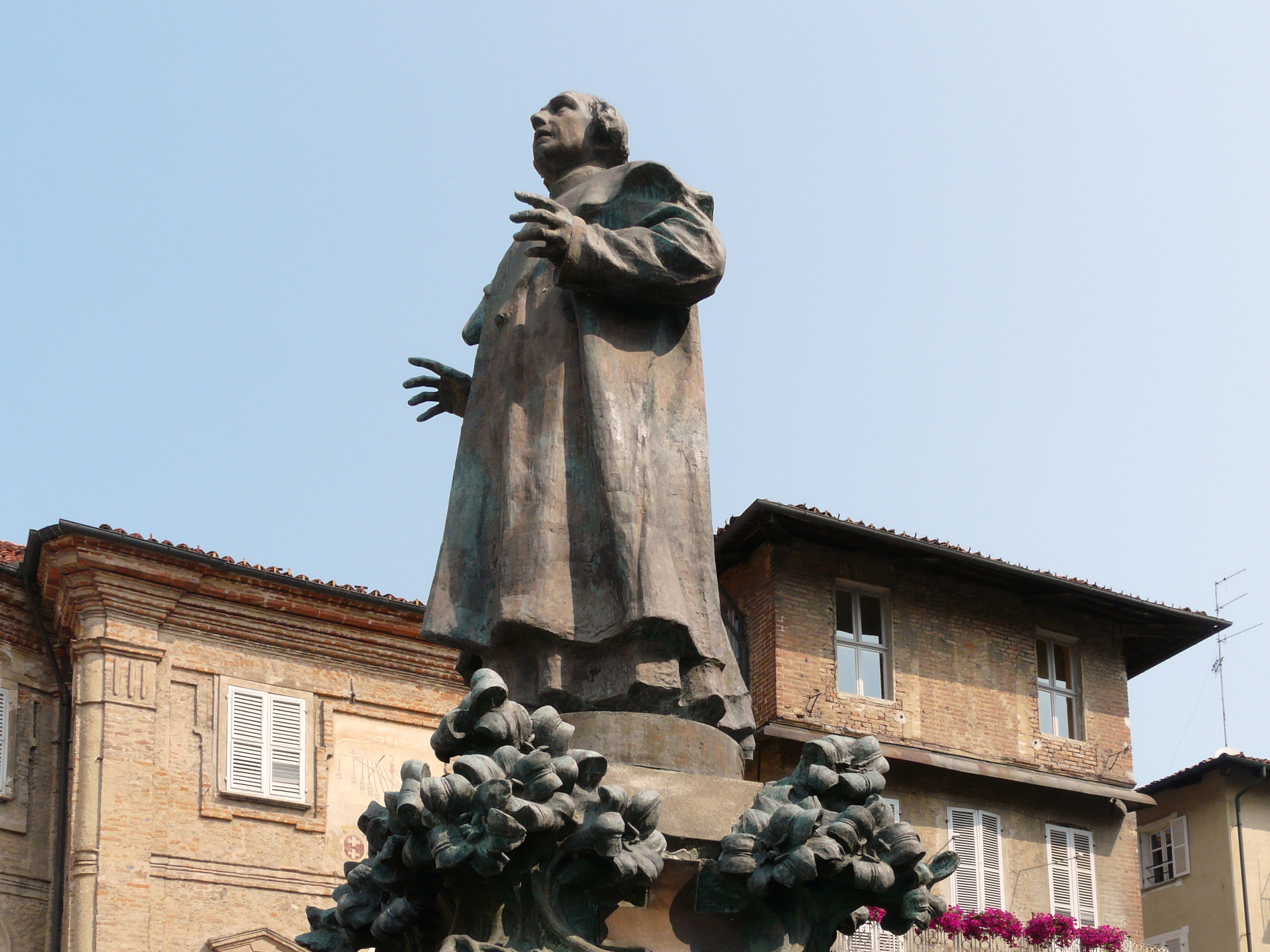
ブラにあるジュゼッペ・ベネデット・コットレンゴの像

### 著名な出身者
- ジュゼッペ・ベネデット・コットレンゴ（英語版） - カトリックの聖人。「神の摂理の小さな家」 (it:Piccola Casa della Divina Provvidenza) 創始者。
- アドリアーナ・カヴァレーロ - 政治哲学者、フェミニスト思想家
- エンマ・ボニーノ - 政治家、欧州議会議員
- カルロ・ペトリーニ（英語版） - スローフード運動提唱者